# Stafford
Stafford – miasto w Wielkiej Brytanii, w Anglii, w Staffordshire, w dystrykcie Stafford. Ośrodek administracyjny hrabstwa Staffordshire. Położone w samym sercu regionu West Midlands. Według Narodowego Spisu Ludności wydanego w 2001 roku, miasto ma 63 681 mieszkańców. W 2011 roku dystrykt liczył 113 869 mieszkańców. Jest miastem partnerskim Skarżyska-Kamiennej.
W Stafford znajdują się m.in.: Ancient High House, zamek Stafford, Victoria Park, rezerwat przyrody bagna Doxey, Shugborough Hall, Shire Hall z 1798 roku (obecnie wykorzystywany jako galeria sztuki i biblioteka), dom Izaaka Waltona. Stafford jest wspomniane w Domesday Book (1086) jako Stadford/Statford.
W mieście rozwinął się przemysł taboru kolejowego, elektrotechniczny, chemiczny oraz obuwniczy.

## Stafford Rangers F.C.
W 1876 w mieście został założony klub piłkarski Stafford Rangers F.C. W latach 1986–1995 i 2006–2008 uczestniczył w rozgrywkach Conference National, stanowiących piąty poziom ligowy w Anglii.